# 徳地町
徳地町（とくぢちょう）は、かつて山口県の中部にあった町。一町で佐波郡をなしていた。
2005年10月1日に山口市および吉敷郡3町（小郡町・秋穂町・阿知須町）と合併（新設合併）し、新たに山口市となり消滅した。非常に広い地域で、2010年に阿東町と合併するまでは山口市全域の40%近くを占めていた。

## 地理
佐波川上流の中国山地山間部にある。滑（なめら）国有林をはじめとする山林が総面積の約9割を占める。
- 山 : 狗留孫山、飯ヶ岳、野道山、石ヶ岳、津々良ヶ岳など
- 河川 : 佐波川、島地川など
- 湖沼 : 大原湖

### 隣接している自治体
- 山口市
- 防府市
- 周南市
- 阿武郡阿東町（現 山口市）
- 島根県鹿足郡柿木村（現 鹿足郡吉賀町）

## 歴史
太古には朝廷の直轄地で徳地県（あがた）が置かれ、伝説では出雲国種族が移民し開発した一帯で景行天皇の熊襲征伐の際には手助けをしたという。古くから良質の木材の産地として知られ、鎌倉時代には、1180年に焼失した華厳宗大本山である東大寺（奈良県奈良市）の復興に使う木材をここから切り出したと言われているとのこと。※部材をどこの部分に使われたかは不明である。
森林地帯であることから当時この一帯には生業がなく、東大寺の木材調達のために訪れた重源が村人の貧困を憐れみ紙や茶の製造を教えたと伝えられている。以降、紙製造は地域の産業となり、毛利藩政時代には藩の事業として大いに発展、徳地紙は名産品として全国に知れ渡った。紙の買い付けに北前船の商人たちが訪れ、街は賑わったが、明治に入り藩の後ろ盾がなくなるとともに衰退していった。
昭和初期には出雲村、八坂村、柚野村を下徳地、島地村、和田村、串村を上徳地と呼んでいた。昭和、平成と合併を繰り返し、山口市に編入された。旧徳地町地域は、過疎化が進み、限界集落となっている。

### 沿革
- 1955年（昭和30年）4月1日 - 出雲村・島地村・串村・八坂村・柚野村が合併して徳地町が発足。
- 1955年（昭和30年）11月1日 - 旧串村の一部（大字巣山）を都濃郡鹿野町に編入。
- 2005年（平成17年）10月1日 - 山口市・吉敷郡秋穂町・阿知須町・小郡町と合併し、改めて山口市が発足。同日徳地町も廃止。

### 歴代町長
- 井上平司（いのうえへいじ）
- 伊藤青波 (いとうしょうは）※現山口市議会議員

## 産業
稲作と肉用牛の生産、および林業が盛んである。山林の樹種はスギ・ヒノキ・マツなどの針葉樹が大半で、コウゾやミツマタなど紙の原料となる木もある。ここで作られる和紙に徳地和紙文化が今でも残っている。

## 交通

### 鉄道路線
- 1964年までは町内を防石鉄道が通っていた。現在は鉄道は通っておらず、同町の最寄りの駅は山陽本線防府駅または山口線の宮野駅・仁保駅である。

### バス路線
- 防長交通
  - 1992年頃までは防石鉄道としてバスを運行していたが、長年の赤字により防長交通に吸収された。
- 徳地町営バス

### 道路

#### 高速道路
- 徳地インターチェンジ

#### 一般国道
- 国道376号

- 国道489号

#### 主要地方道
- 山口県道9号徳山徳地線
- 山口県道24号防府徳地線
- 山口県道26号山口鹿野線

#### 一般県道
- 山口県道123号柿木山口線
- 山口県道169号湯野山畑線
- 山口県道180号串夜市線
- 山口県道184号三田尻港徳地線
- 山口県道192号串戸田線
- 山口県道334号引谷篠目線

## 主要施設
- 山口県立佐波高等学校
- 長者ヶ原国立青少年自然の家

## 観光スポット
- 月輪寺 (山口市)
- 花尾八幡宮
- 堀の出雲神社
- 岸見の石風呂
- 観念寺の石風呂
- 福田貝館
- 佐波川関水

## 出身者
- 松浦晃一郎 - 国際連合教育科学文化機関(Unesco)事務局長。島地出身。
- 松原治 - 紀伊國屋書店代表取締役会長兼CEO。
- 宇多田照實 音楽プロデューサー、コンポーザー。宇多田ヒカルの父。藤木出身で、宇多田家代々の墓は藤木に存在し、娘のヒカルも墓参に訪れたことがある。
- 林滝野 - 与謝野鉄幹の2番目の妻。
- 島地黙雷
- 栃忠秀昭 - （十両力士）
- 橋本学 - ハルカミライのVo
- 牛見和博 - （弁護士）